# Joanna Sidorowicz
Joanna Sidorowicz (ur. we Wrocławiu) – polska artystka fotograf. Członkini i Artystka Fotoklubu Rzeczypospolitej Polskiej Stowarzyszenia Twórców (AFRP). Członkini Towarzystwa Fotograficznego im. Edmunda Osterloffa w Radomsku. Członkini Jurajskiego Fotoklubu Częstochowa. Członkini Grupy Atina Galeria&Centrum Rozwoju. Członkini częstochowskiej Fundacji Festiwalu Sztuki Fotoreportażu. Członkini Grupy Fotograficznej FotoAzyl.

## Życiorys
Joanna Sidorowicz związana z częstochowskim środowiskiem fotograficznym – mieszka i tworzy w Częstochowie. Fotografuje od 2003 roku. Miejsce szczególne w jej twórczości zajmuje fotografia architektury (w dużej części Częstochowy), fotografia krajobrazowa, fotografia portretowa oraz fotografia otworkowa. Wiele miejsca w swojej twórczości poświęca tematom związanym z kulturą żydowską. Jest organizatorką plenerów fotograficznych w Polsce i za granicą oraz uczestniczką licznych plenerów i warsztatów fotograficznych. Jako przewodnicząca oraz członkini uczestniczy w pracach jury regionalnych i ogólnopolskich konkursów fotograficznych. 
Joanna Sidorowicz jest autorką i współautorką wielu wystaw fotograficznych; indywidualnych (ok.40), zbiorowych (ok. 70), poplenerowych. Jej fotografie prezentowane na wystawach pokonkursowych wielokrotnie doceniano akceptacjami, nagrodami, wyróżnieniami, dyplomami, listami gratulacyjnymi (m.in. I nagroda w konkursie Zobacz Częstochowę – 2014, III nagroda w konkursie Zobacz Częstochowę – 2015, III nagroda w konkursie Okno na świat Śpiochów, I nagroda w konkursie Geometria pejzażu – 2016). W 2019 roku została przyjęta w poczet członków rzeczywistych Fotoklubu rzeczypospolitej Polskiej Stowarzyszenia Twórców. Decyzją Komisji Kwalifikacji Zawodowych Fotoklubu RP, otrzymała dyplom potwierdzający kwalifikacje do wykonywania zawodu artysty fotografa, fotografika (legitymacja nr 439).